# Zora Rozsypalová
Zora Rozsypalová, née le 3 septembre 1922 à Kroměříž et morte le 23 janvier 2010 à Ďáblice, est une actrice tchèque de théâtre et de cinéma. 
Elle est récompensée pour l'ensemble de sa carrière théâtrale par un prix Thalia en 1994. 
Elle a interprété 230 rôles au théâtre.

## Biographie
Elle est originaire de Kroměříž, où elle obtient son diplôme du lycée local en 1941. Elle étudie le théâtre au Conservatoire d'État de Brno et en est diplômée en 1945. Après la Seconde Guerre mondiale, elle fait ses premiers pas au Horácké divadlo Jihlava (1945–1947), puis travaille au Moravské divadlo Olomouc (cs) (1947–1961), où elle commence à jouer principalement dans des rôles du répertoire classique. En 1961, elle rejoint la troupe du Národní divadlo moravskoslezské et reste à ce poste jusqu'à sa retraite en 1991. En 1965, elle est nommée Artiste méritoire (Zasloužilý umělec). 
Son premier rôle au cinéma est dans le film Veliká příležitost en 1950 mais, à cause de la Normalisation, il faut attendre plus d'une décennie avant qu'elle n'apparaisse dans un autre film.
Son dernier rôle au cinéma est dans le film de Věra Chytilová, Hezké chvilky bez záruky en 2006. 

## Filmographie
- 1950 : Veliká příležitost
- 1970 : Archa bláznů
- 1971 : Metráček
- 1990 : Hra pro tři
- 2006 : Hezké chvilky bez záruky